# Gauss (unidade)
O gauss, simbolizado com a letra G, é a unidade cgs de densidade de fluxo magnético ou indução magnética (B), nomeado em homenagem ao matemático e  físico alemão Carl Friedrich Gauss. Um gauss é definido como um maxwell por centímetro quadrado.
Por muitos anos até 1932 o termo gauss foi utilizado para designar a unidade de intensidade de campo magnético que é atualmente conhecida como oersted. Esta mudança de terminologia foi introduzida para distinguir entre indução magnética e intensidade magnética como magnitudes físicas
A unidade SI de densidade de fluxo magnético é o tesla. Um gauss é igual a 10-4 tesla.
1 T = 10 000 G
1 G = 100 µT